# Comment te dire adieu
Pour la chanson, voir Comment te dire adieu (chanson).
Albums de Françoise Hardy
En anglais
(1968) One-Nine-Seven-Zero
(1969)
Comment te dire adieu est le neuvième album édité en France et à l'étranger de la chanteuse Françoise Hardy. L'édition originale est parue en France à la fin novembre 1968. Sans titre distinctif à sa sortie, cet album fut identifié par celui de son principal succès à partir de sa réédition en disque compact en novembre 1995.

## Regard sur l’année1968
Dernières tournées et derniers tours de chant
Après avoir honoré divers contrats avec les télévisions allemande, espagnole, autrichienne, belge et suisse en janvier, Françoise Hardy signe un contrat chez Warner-Brothers/Reprise Records et s’envole début février pour une tournée promotionnelle à Montréal. Elle enchaîne ensuite avec l'Angleterre pour effectuer une tournée des villes universitaires pendant une semaine. Dans le même temps, elle fait la promotion en radio et télévision de son premier single sorti chez United Artists, major avec laquelle elle a également signé un contrat pour que soit distribuées les productions de sa société Asparagus au Royaume-Uni. Le 45 tours en question est lancé avec le titre Now You Want to Be Loved, la version anglaise de la chanson Des ronds dans l’eau du film Vivre pour vivre de Claude Lelouch.
Les étapes sont.:
- Vendredi 9 : Brighton, (Brighton Dome (en)).
- Samedi 10 et dimanche 11 : Londres, enregistrements de chansons (dont Now You Want To Be Loved) pour deux programmes de la BBC 2 : Dee Time et International Cabaret.
- Lundi 12 : Université de Liverpool.
- Mardi 13 : Université de Durham.
- Mercredi 14 : Birmingham, (Town Hall).
- Jeudi 15 : Southampton, (The Guildhall (en)).

Du 26 février au 16 mars, elle effectue une tournée en Afrique du Sud : Pretoria, Johannesburg, Durban, Le Cap.
À partir du 22 avril : un dernier tour de chant au cabaret du palace-hôtel Savoy, de Londres. Le couturier, Paco Rabanne lui « façonne » pour l’occasion une impressionnante combinaison métallique qui fait sensation.
Un dernier gala à Kinshasa, la capitale de la République démocratique du Congo, clôt les prestations scéniques prévues pour l'année.
Après les succès remportés à l’étranger, son manager Lionel Roc, veut marquer une pause côté tournées pour qu'elle puisse préparer de nouvelles chansons en anglais, en italien et en allemand, sans oublier celles de l’album annuel en français.
Cette pause dans les tournées est l’occasion que Françoise Hardy veut saisir pour ne plus en faire. La rumeur sur son désir de délaisser la scène au profit du disque, se propage.
Françoise Hardy : « En mon for intérieur je savais que cette pause serait prolongée indéfiniment. »
Le mercredi 15 mai, alors que la révolte étudiante gagne la France entière, Paco Rabanne crée l’évènement lors de l’inauguration de l'Exposition internationale de diamants à Paris en lui faisant porter « la minirobe la plus chère du monde » – faite de plaquettes d’or incrustées de diamants.
Face aux « évènements » qui prennent de l’ampleur, le directeur artistique de Vogue suggère à ses artistes de s’éloigner de la capitale. Françoise Hardy regagne alors la maison en Corse en compagnie de Jacques Dutronc.
Après ces vacances impromptues, le temps est consacré, comme prévu, aux compositions et enregistrements de chansons destinées aux marchés étrangers et à la préparation de son huitième album. Malgré les nombreux désaccords qui se font jour avec les associés de la société de production Asparagus, l'album sort en temps voulu, porté par la chanson Comment te dire adieu.

## Genèse de quelques-unes des chansons de l'album
Comment te dire adieu (It Hurts to Say Goodbye)
À la recherche de mélodies, Françoise Hardy déniche chez un éditeur un instrumental américain, signé Arnold Goland et intitulé It Hurts to Say Goodbye, qui lui paraît très « accrocheur ». Ne se sentant pas d'écrire un texte dessus, son agent Lionel Roc lui suggère de faire appel à Serge Gainsbourg. Après l’avoir rencontrée chez lui, Gainsbourg accepte. Quelque temps plus tard, alors qu’elle était à Londres pour son quatrième tour de chant au Savoy, Serge se déplace pour lui soumettre son texte. Il a eu l’idée d’en accentuer la rythmique à la césure de mots possédant la syllabe, « ex » :
Sous aucun prétex.../...te, je ne veux / avoir de réflex.../...es malheureux. / Il faut que tu m'ex.../...pliques un peu mieux, / comment te dire adieu.
De surcroît, il a ajouté des parties parlées. La chanteuse, tenant à ce que soit repris « très exactement l’instrumental d’Arnold Goland », en confie l’orchestration à Jean-Pierre Sabar, son accompagnateur sur scène. En studio, Gainsbourg en suit les enregistrements. Dans la foulée, il lui offre une chanson originale : L’Anamour.
Étonnez-moi Benoît...!
« Un jeune homme, Hughes de Courson, qui cherchait à placer ses chansons m'avait demandé un rendez-vous dans ce but. Aucune ne me plaisait. En désespoir de cause, il m'en a fait entendre une dernière, qui, selon lui, n'était pas du tout pour moi. C'était Étonnez-moi Benoît. J'ai trouvé ça si original, si saugrenu, que je l'ai aussitôt retenue. »
La Mésange (Sabiá)
Début octobre 1968, Françoise Hardy s’était envolée pour le Brésil, pour participer au 3e Festival International de la chanson populaire de Rio de Janeiro. Festival où elle remporta le trophée, « Coq d’or » pour sa chanson, À quoi ça sert ?. Antônio Carlos Jobim et Chico Buarque remportèrent pour leur part, le premier prix avec leur chanson Sabiá (le merle), défendue par le duo vocal, Cynara & Cybele. Retenue par Françoise Hardy, la chanson a été adaptée en français par Frank Gérald, sous le titre, La Mésange.
Parlez-moi de lui (The Way of Love).
La version originelle est une chanson française intitulée : J’ai le mal de toi. Elle fut écrite et composée par Michel Rivgauche et Jack Diéval pour le Concours Eurovision de la chanson 1960. Interprétée par la chanteuse Frédérica, elle ne fut pas sélectionnée. La chanteuse belge, Lily Castel, la défendit à son tour pour un autre concours de chansons (Musik Ohne Grenzen, diffusé sur la BRT), en 1965. Cette année-là, Colette Deréal l’ajoute à son répertoire.
La même année, Al Stillman en fait l'adaptation anglaise sous le titre : The Way of Love. Interprétée par Kathy Kirby, la chanson obtient un tel succès, que Michel Rivgauche en écrit une seconde version française. Intitulée Parlez-moi de lui, cette nouvelle mouture sera créée par la chanteuse Dalida, en 1966. Par la chronologie des versions successives, Parlez-moi de lui est considérée comme étant l’adaptation de The Way of Love.

## Contenu de l’album
L’album est composé de cinq créations : L'Anamour, Il vaut mieux une petite maison dans la main qu’un grand château dans les nuages, Étonnez-moi, Benoît...!,... dont deux écrites et composées par Françoise Hardy : À quoi ça sert ? et La Mer, les étoiles et le vent. De six adaptations en français : Comment te dire adieu (It Hurts to Say Goodbye), Où va la chance ? (There but for Fortune), Suzanne, La Mésange (Sabiá), La Rue des cœurs perdus (Lonesome Town), Parlez-moi de lui (The Way of Love) ainsi que d’une nouvelle reprise d’Il n’y a pas d’amour heureux. Insatisfaite de l'accompagnement qui en a été fait sur son album précédent, Françoise Hardy a demandé à Jean-Pierre Sabar d'en faire une nouvelle orchestration.
La chanson Comment te dire adieu, deviendra un des gros succès de l’année 1969. Placée au sommet du hit-parade, elle redonnera un coup de fouet à la carrière de Françoise Hardy et fera partie des incontournables de son répertoire. Dans une moindre mesure, Étonnez-moi Benoît...! rencontre aussi le succès.

## Éditions originales de l'album
France, fin novembre 1968 : Disque microsillon 33 tours/30 cm., Production Asparagus/disques Vogue/Vogue international industries (CLD 728), stéréo universelle.
Pochette ouvrante : dessin de couverture réalisé par Jean-Paul Goude – photographies réalisées par Jean-Marie Périer de « Salut les copains ».
 France, décembre 1968 : cassette audio, Production Asparagus/disques Vogue/Vogue international industries (B.VOC.42), stéréo universelle.

### Liste des chansons
Les 12 chansons qui composent le disque ont été enregistrées en stéréophonie. Françoise Hardy est accompagnée par les orchestres de Jean-Pierre Sabar, d'Arthur Greenslade (en), de Mike Vickers (en) et de John Cameron.
| 1. | Comment te dire adieu (It Hurts to Say Goodbye) | Serge Gainsbourg      | Arnold Goland                                   | Jean-Pierre Sabar      | 2 min 26 s |
| 2. | Où va la chance ? (There but for Fortune)       | Eddy Marnay           | Phil Ochs                                       | Arthur Greenslade (en) | 3 min 14 s |
| 3. | L’Anamour                                       | Serge Gainsbourg      | Serge Gainsbourg                                | Mike Vickers (en)      | 2 min 14 s |
| 4. | Suzanne,                                        | Graeme Allwright      | Leonard Cohen                                   | John Cameron           | 3 min 08 s |
| 5. | Il n’y a pas d’amour heureux                    | Poème de Louis Aragon | Georges Brassens                                | Jean-Pierre Sabar      | 2 min 21 s |
| 6. | La Mésange (Sabiá)                              | Frank Gérald          | Antônio Carlos Jobim – Chico Buarque de Holanda | Mike Vickers           | 2 min 16 s |

| 1. | Parlez-moi de lui (The Way of Love)                                               | Michel Rivgauche | Jack Diéval              | Arthur Greenslade (en) | 2 min 37 s |
| 2. | À quoi ça sert ?                                                                  | Françoise Hardy  | Françoise Hardy          | Jean-Pierre Sabar      | 3 min 31 s |
| 3. | Il vaut mieux une petite maison dans la main, qu’un grand château dans les nuages | Jean-Max Rivière | Gérard Bourgeois         | John Cameron           | 2 min 23 s |
| 4. | La Rue des cœurs perdus (Lonesome Town)                                           | Pierre Delanoë   | Thomas Baker Knight (en) | Arthur Greenslade      | 2 min 07 s |
| 5. | Étonnez-moi, Benoît...!                                                           | Patrick Modiano  | Hughes de Courson        | John Cameron           | 3 min 03 s |
| 6. | La Mer, les étoiles et le vent                                                    | Françoise Hardy  | Françoise Hardy          | John Cameron           | 1 min 51 s |

## Discographie liée à l’album
– EP (Extended Playing) = Disque microsillon 45 tours 4 titres, ou super 45 tours, publié avant la sortie de l'album.
– SP (Single Playing) = Disque microsillon 45 tours 2 titres publié avant la sortie de l'album.
– LP (Long Playing) = Disque microsillon 33 tours/30 cm
– CD (Compact Disc) = Disque compact
– CDS (Compact Disc Single) = Disque compact 4 titres

### Premières éditions françaises de 45 tours
Nota bene : Dans les années soixante, l’industrie discographique française est axée en priorité sur la vente de super 45 tours. Les nouvelles chansons de Françoise Hardy sont donc d’abord éditées sur ces supports.
- Juin 1968 : EP, Production Asparagus/disques Vogue/Vogue international industries (EPL 8635).

1. Je ne sais pas ce que je veux (Tiny Goddess), F. Hardy, adaptation du texte de Patrick Campbell-Lyons (en) et Alex Spyropoulos / Ray Singer.
2. La Terre, F. Hardy.
3. Avec des si, F. Hardy.
4. J’ai fait de lui un rêve, F. Hardy.

- Novembre 1968 : SP, Production Asparagus/disques Vogue/Vogue international industries, série « Fashion » (V.45-1535).

1. À quoi ça sert ?, F. Hardy.
2. Ouverts ou fermés, F. Hardy.

- Décembre 1968 : EP, Production Asparagus/disques Vogue/Vogue international industries (EPL 8652).

1. Comment te dire adieu (It Hurts To say Goodbye), Serge Gainsbourg, adaptation du texte de Jack Gold / Arnold Goland.
2. Il vaut mieux une petite maison dans la main, qu’un grand château dans les nuages, Jean-Max Rivière / Gérard Bourgeois.
3. Suzanne, Graeme Allwright, adaptation du texte de Leonard Cohen / Leonard Cohen.
4. L’Anamour, Serge Gainsbourg.

- Mars 1969 : EP, Production Asparagus/disques Vogue/Vogue international industries (EPL 8660).

1. Étonnez-moi, Benoît...!, Patrick Modiano / Hughes de Courson.
2. La Mer, les étoiles et le vent, F. Hardy.
3. Où va la chance ? (There But for Fortune), Eddy Marnay, adaptation du texte de Phil Ochs / Phil Ochs.
4. C’est lui qui dort, F. Hardy.

### Premières éditions étrangères de l’album
- Afrique du Sud, 1969 : LP, World Record (ORC 6036).
- Brésil, 1969 : LP, Comment te dire adieu, Philips (SLP 199.035).
- Canada, 1969 : LP, Reprise Records (RSC 8003).
- Australie, 1970 : LP, disques Vogue/Phono Vox (LPV 004).
- Iran, 1970 : LP, Comment te dire adieu, Royal (LRT–40).
- Nouvelle-Zélande, 1970 : LP, A Portrait of Françoise, Interfusion (SITFL 934.133).

### Réédition française de 45 tours
- 1991 : CD, Production Asparagus/disques Vogue, « Collector-CD » vol. 14 (191 045).

### Rééditions françaises de l’album
- 1995 : CD (digipack), Comment te dire adieu, Kundalini/Virgin (7243 8 40502 2 1).
- 1995 : CD (jewel case), Comment te dire adieu, Kundalini/Virgin (7243 8 40638 2 5).
- 2000 : CD (digipack), Comment te dire adieu, Kundalini/Virgin (7243 8 40502 2 1)[24].
- Novembre 2014 : CD (jewelcase), Comment te dire adieu, Kundalini/Parlophone (7243 8406382 5).

### Rééditions étrangères de l’album
- Japon, 2003 : CD, Comment te dire adieu, Virgin (TOCP 67223).
- Japon, 2016 : CD, Comment te dire adieu, Warner Music/Parlophone (WPCR-17554).

### Chanson adaptée en langues étrangères pour Françoise Hardy
À quoi ça sert ?
- Royaume-Uni, 1969 : Why even try? (A. Clayre), LP, One-Nine-Seven-Zero, Asparagus Production/United Artists Records (UAS 29046).
- Italie, 1969 : Il male d'amore (H. Pagani), LP (compilation), Produzione Asparagus/dischi C.G.D. (FGS 5052).

Comment te dire adieu
- Italie, 1968 : Il pretesto (Daiano), SP, Produzione Asparagus/dischi C. G. D. (N 9711).
- Allemagne, 1970 : Was mach' ich ohne dich (W. Brandin), LP, Traüme, Philips (6305 008).

La Mer, les étoiles et le vent
- Italie, 1968 : Il mare, le stelle, il vento (Annarita), SP, Produzione Asparagus/dischi C.G.D. (N 9783).

Où va la chance ?
- Afrique du Sud, 1970 : C’è la fortuna (H. Pagani), LP, Françoise in Italian, World Record (ORC 6072).

### Reprises de chansons créées par Françoise Hardy
Comment te dire adieu
- Japon (adaptation), Sayonara Wo Oshiete ( さよならをおしえて ), novembre 1985 : Jun Togawa (en), LP et CD, Suki Suki Daisuki ( 好き好き大好き )[25], (HYS-28001) et (32XA-41).
- 1987 : Daniel Darc, CD, Sous influence divine, Play It Again Sam Records (0802475120).
- Royaume-Uni, 1989 : Jimmy Somerville, en duo avec June Miles-Kingston, CD, Read My Lips, London Records (828 166-1).
- 1996 : Jane Birkin, CD, Versions Jane, Philips/Mercury Records (5321402).
- 2004 : Les Georges Leningrad, CD, Sur les Traces de Black Eskimo, Alien8 Recordings.
- Italie, octobre 2009 : Amanda Lear, double CD, Brief Encounters, Warner Music Italy/PMG Music (6-61799-13190-2), It.
- Québec, février 2016 : Stefie Shock, en duo avec Laurence Nerbonne, CD, 12 belles dans la peau, Coyote Records/Simone Records (6-19061-46162-2).
- 19 janvier 2018 : Camille Bertault, LP et CD, Pas de géant, OKeh/Sony Music (…).

L’Anamour
- 1969 : Serge Gainsbourg, LP, Jane Birkin - Serge Gainsbourg, Fontana (548 607-1).
- 1996 : Jane Birkin, CD, Versions Jane, Philips/Mercury Records (5321402).
- 1996 : Fred Blondin, CD, J'voudrais voir les îles, Philips (5321062).
- Royaume-Uni, 2001 : Stereo Total, CD, Lucien Forever – A tribute for Serge Gainsbourg (artistes variés), Pussycat Records (PSCD 027).
- 2001 : Bambou, double CD, Gainsbourg – Portraits, Frémeaux & Associés/La Librairie Sonore (FA 8020).
- 2006 : Gérard Depardieu, CD, bande originale du film, Quand j’étais chanteur, Remark Records/Warner Music (5 051011 66 7022).
- Québec, février 2016 : Stefie Shock, en duo avec Fanny Bloom, CD, 12 belles dans la peau, Coyote Records/Simone Records (6-19061-46162-2).

Étonnez-moi Benoît...!
- 2006 : Radiomatic, CD, Ce soir après dîner, nous passerons des disques…, Vol. 1 - Musicast (..).

Où va la chance ?
- 16 avril 2016 : Pain-Noir, LP (25 cm), La Retenue, Tomboy Lab/Sony (…).

### Chansons choisies pour des films
Comment te dire adieu
- Espagne, 2004 : Crimen Ferpecto (Le Crime farpait), comédie réalisée par Álex de la Iglesia.

L’Anamour
- France, 2006 : Quand j’étais chanteur, réalisé par Xavier Giannoli.
  - Titre chanté par Gérard Depardieu, CD, bande originale du film, Remark Records/Warner Music (5 051011 66 7022).

À quoi ça sert ?
- France, : Jeune et jolie, réalisé par François Ozon.

## Autres chansons deSerge Gainsbourgchantées par Françoise Hardy
- 1973, L’Amour en privé[26] : LP, Message personnel, WEA (WB 56 019).
- 1974, Les P’tits Papiers, en duo avec Jane Birkin[27] : non éditée sur disque.
  - Chanson interprétée à l'occasion d'un « Top à Serge Gainsbourg », émission télévisée produite par Maritie et Gilbert Carpentier, diffusée le samedi 4 mai sur la 2e chaîne couleur de l'ORTF.
- 1977, Enregistrement : LP, Star, EMI (2C 066-14426).
- 1982, Ces petits riens : LP, Quelqu'un qui s'en va, Flarenasch (723 643).
- 2006, Requiem for a Jerk, d'après Requiem pour un con (en duo avec Brian Molko) : CD, Monsieur Gainsbourg revisited, Universal (0602 4 983710 9).